# Mettupalayam (Tiruchirappalli)
Mettupalayam es una ciudad y nagar Panchayat situada en el distrito de Tiruchirappalli en el estado de Tamil Nadu (India). Su población es de 7681 habitantes (2011).

## Demografía
Según el censo de 2011 la población de Mettupalayam era de 7681 habitantes, de los cuales 3858 eran hombres y 3823 eran mujeres. Mettupalayam tiene una tasa media de alfabetización del 81,31%, superior a la media estatal del 80,09%: la alfabetización masculina es del 88,91%, y la alfabetización femenina del 73,69%.